# Glorieta (Novo México)
Glorieta é uma Região censo-designada localizada no estado americano de Novo México, no Condado de Santa Fe.

## Demografia
Segundo o censo americano de 2000, a sua população era de 859 habitantes.

## Geografia
De acordo com o United States Census Bureau tem uma área de
32,4 km², dos quais 32,4 km² cobertos por terra e 0,0 km² cobertos por água.

## Localidades na vizinhança
O diagrama seguinte representa as localidades num raio de 24 km ao redor de Glorieta.